# Anartiodesmus myrmecophilus
Anartiodesmus myrmecophilus är en mångfotingart som beskrevs av Filippo Silvestri 1947. Anartiodesmus myrmecophilus ingår i släktet Anartiodesmus och familjen fingerdubbelfotingar. Inga underarter finns listade i Catalogue of Life.